# Gare de Château-Arnoux - Volonne
Ne doit pas être confondu avec Gare de Château-Arnoux-Saint-Auban.
La gare de Château-Arnoux - Volonne est une gare ferroviaire française (fermée) de la ligne de Lyon-Perrache à Marseille-Saint-Charles (via Grenoble), située sur le territoire de la commune de Château-Arnoux-Saint-Auban, dans le département des Alpes-de-Haute-Provence, en région Provence-Alpes-Côte d'Azur.
Elle est mise en service en 1872 par la Compagnie des chemins de fer de Paris à Lyon et à la Méditerranée (PLM).

## Situation ferroviaire
Établie à 440 mètres d'altitude, la gare fermée de Château-Arnoux - Volonne est située au point kilométrique (PK) 302,211 de la ligne de Lyon-Perrache à Marseille-Saint-Charles (via Grenoble), entre les gares de Peipin et de  Château-Arnoux-Saint-Auban. 